# Лепренс, Огюст-Ксавье
Огюст-Ксавье Лепренс (фр. Auguste-Xavier Leprince; 28 августа 1799, Париж — 26 декабря 1826, Ницца) — французский живописец-пейзажист, сумевший добиться известности в возрасте семнадцати лет. Его блестящие начинания были прерваны его преждевременной смертью в возрасте двадцати семи лет.

## Биография
Ксавье Лепренс родился в Париже в семье живописца и литографа Анн-Пьера Лепренса и Мари-Аделаиды-Флорентин Датир. Александр дю Соммерар, археолог и коллекционер, который стал одним из покровителей молодого художника, указывал, что Ксавье был, по сути, художником-самоучкой и его ранние картины были созданы «почти без какого-либо иного руководства, кроме природы».
Его самые ранние известные работы, датируемые 1816—1819 годами, в основном изображают животных на пастбищах и пастухов в традициях пасторального пейзажа XVII—XVIII веков. Эти ранние работы принесли подростку Лепренсу «знаменитость, подтвержденную непомерными ценами, установленными самими торговцами за его первые произведения». Он дебютировал в Парижском салоне в возрасте девятнадцати лет, выставив шесть картин, пейзажи и сельские сюжеты, и был награждён медалью. Его мастерство в изображении крестьянской жизни в сельской Франции достигло нового уровня с картиной 1822 года, изображающей рабочих, собирающих урожай на поле, которую приобрела Мария-Каролина де Бурбон-Сицилийская, герцогиня Беррийская.
Его картина 1823 года «Погрузка скота на пароход в порту Онфлёр» (Embarquement des bestiaux sur le Passager dans le port de Honfleur), символичная для той эпохи, имела исключительное значение для его карьеры. Фереоль Боннемезон писал, что она «поместила г-на Лепренса в число наших лучших жанровых художников. Его карьера теперь славно открыта перед ним». Картина была приобретена королём Карлом X за 3000 франков и теперь находится в Лувре. В 1824 году Ксавье Лепренс остановился в Онфлёре у художника Эжена Изабе.
В свои двадцать лет Лепренс основал собственную мастерскую в Париже. Среди его учеников были два его младших брата, Роберт-Леопольд и Пьер-Гюстав, а также Эжен Лепуатвен и Николя Александр Барбье. Болезнь лёгких заставила его переехать на юг, в Ниццу. Однако его стремительная карьера оборвалась, и его «блестящие обещания были прерваны его преждевременной смертью от туберкулёза в возрасте двадцати семи лет».

## Галерея

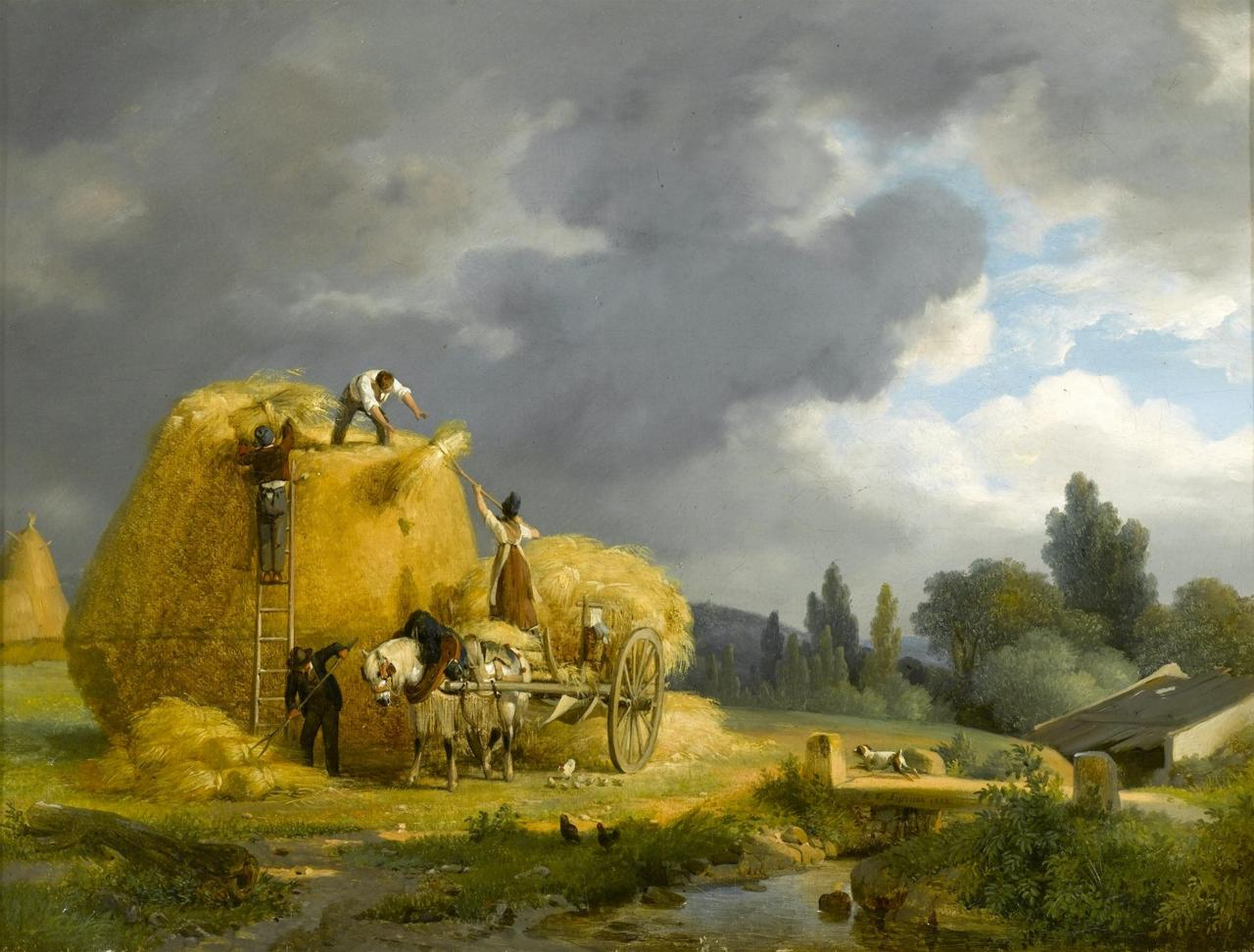
Урожай. 1822. Холст, масло. Частное собрание
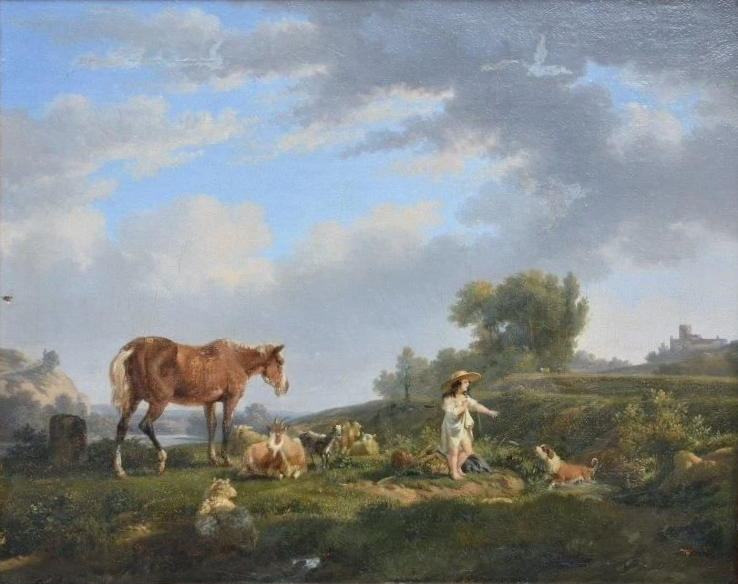
Пейзаж с женой фермера и лошадью. Между 1816 и 1819. Холст, масло. Частное собрание
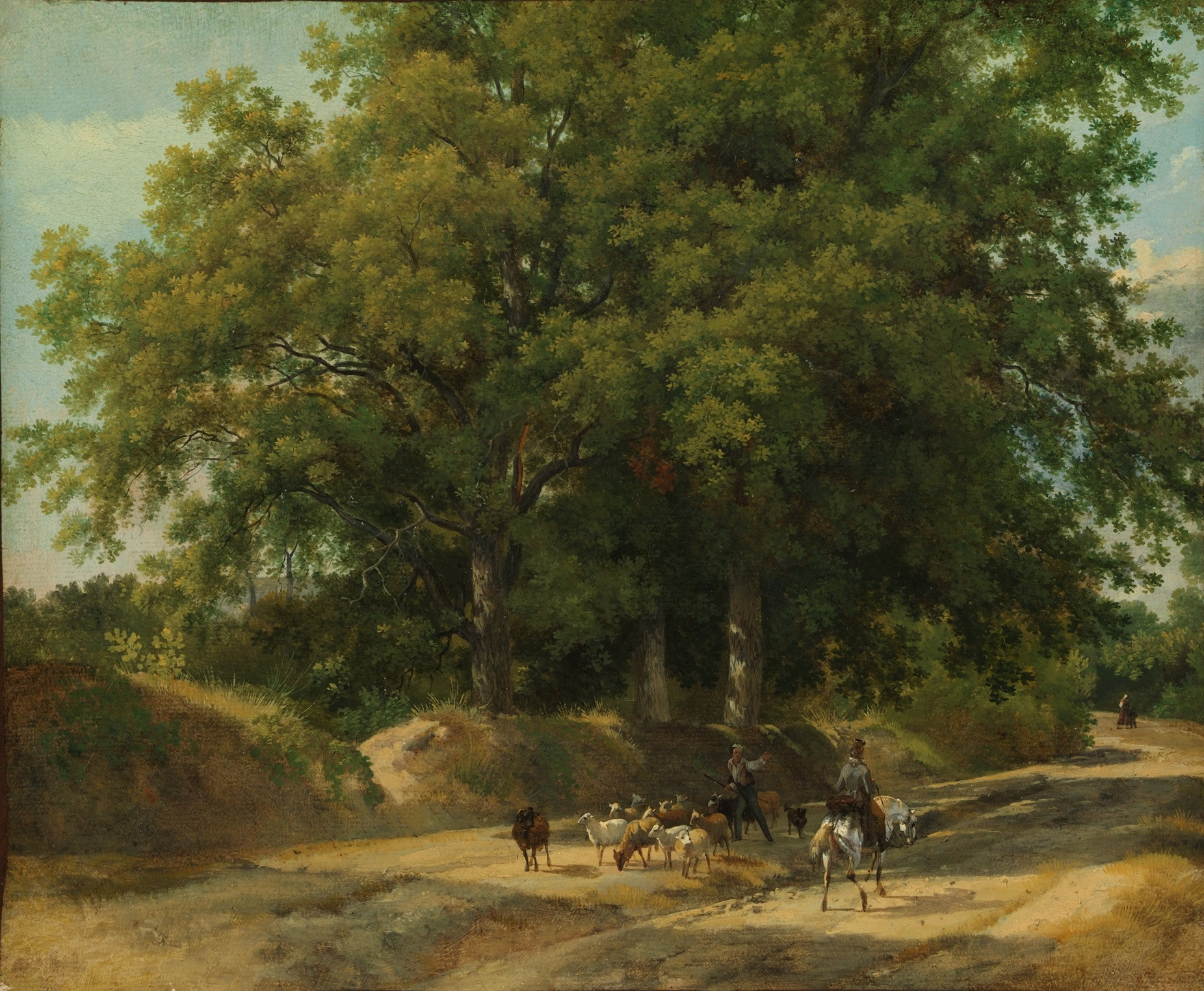
Пастух и всадник на просёлочной дороге. Ок. 1823. Бумага на холсте, масло. Метрополитен-музей, Нью-Йорк
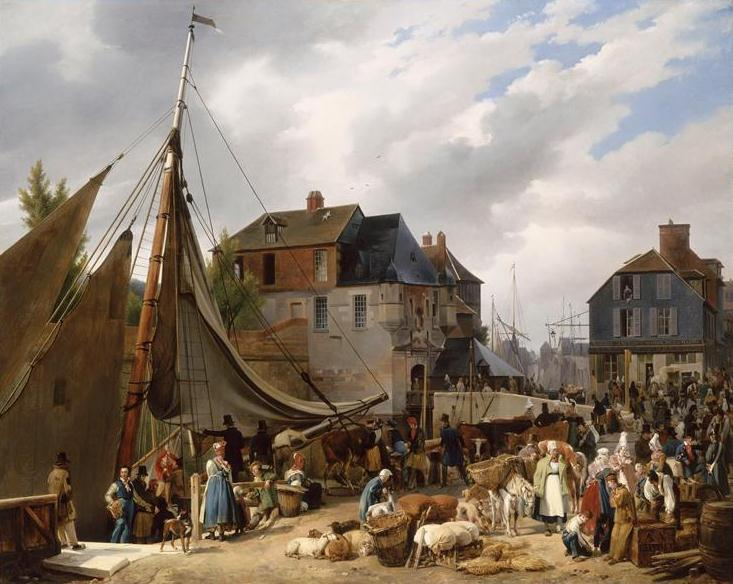
Посадка скота на судно «Пассажир» в порту Онфлёра. 1823. Холст, масло. Лувр, Париж
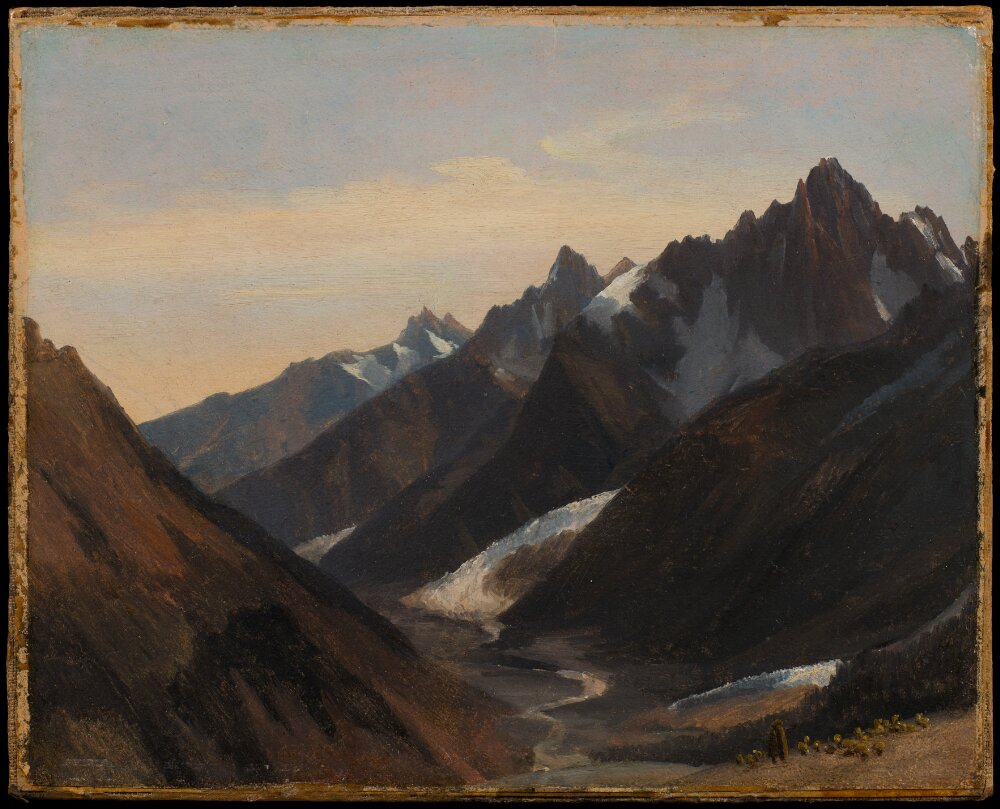
Вид на долину Шамони. 1825. Картон, масло. Национальный музей изобразительных искусств, Стокгольм
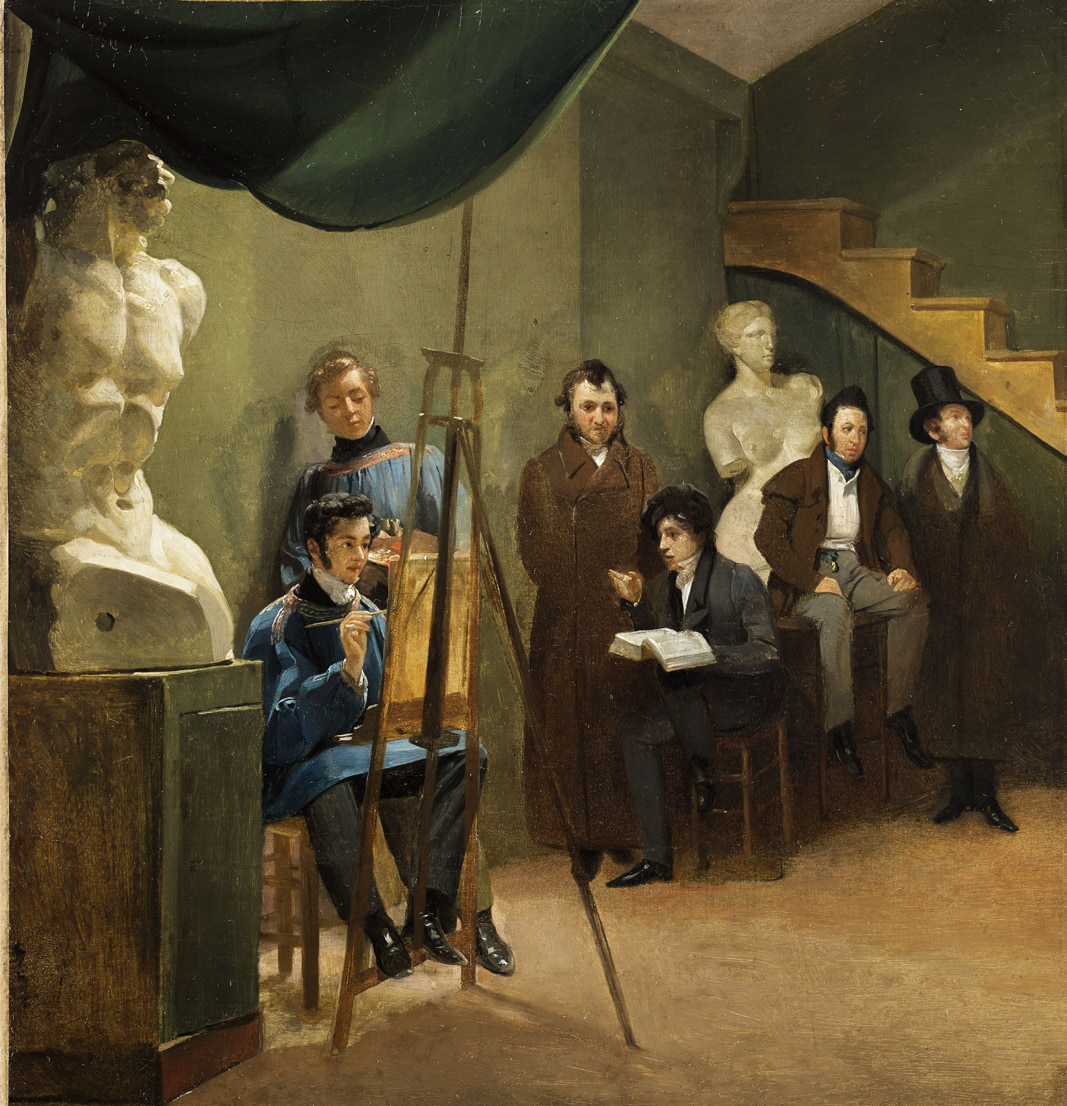
Художники в своём ателье. 1826. Холст, масло. Музей Маньин, Дижон
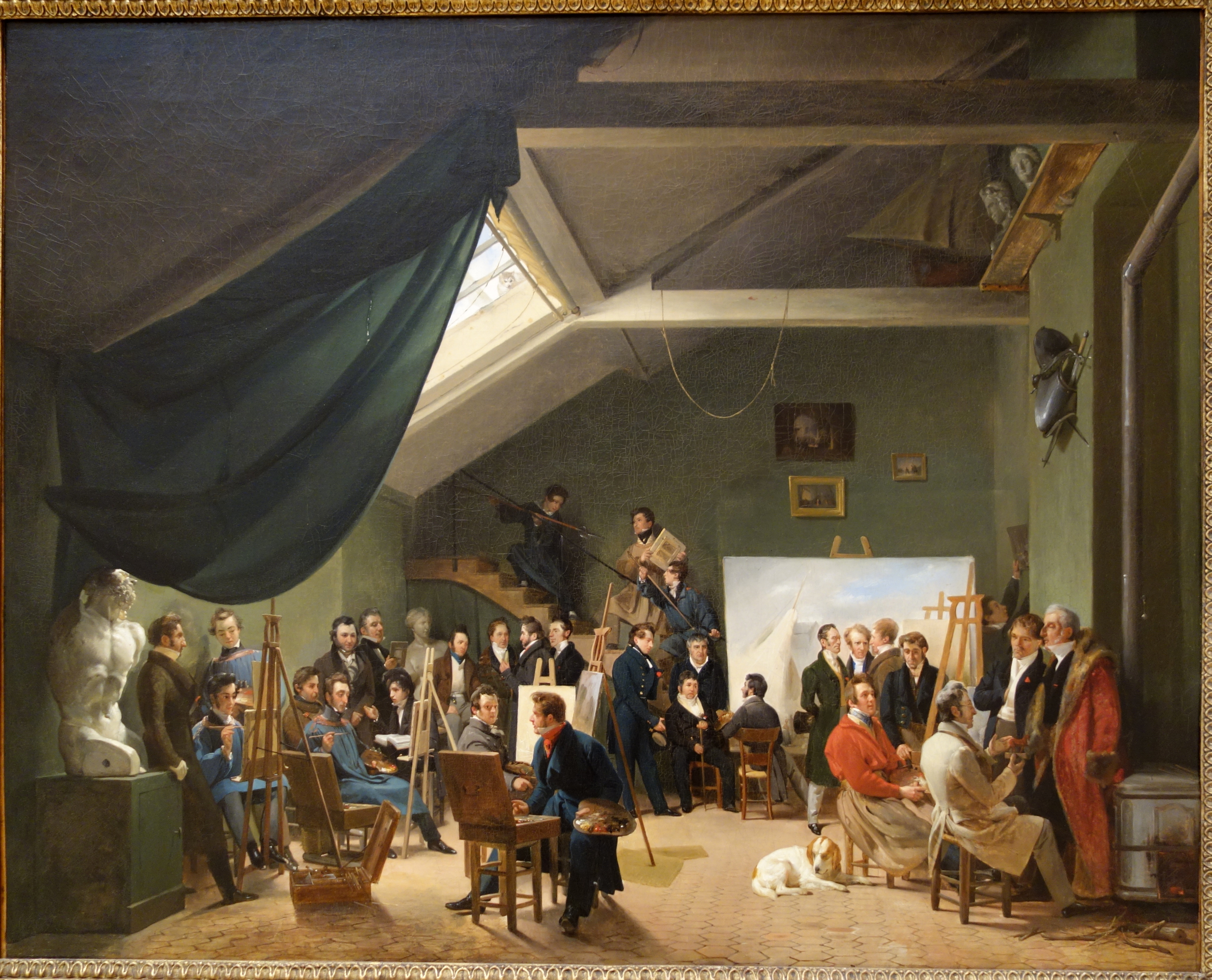
Художественная мастерская. 1826. Холст, масло. Музей искусств Чейзена, Университет Висконсин-Мэдисон, США
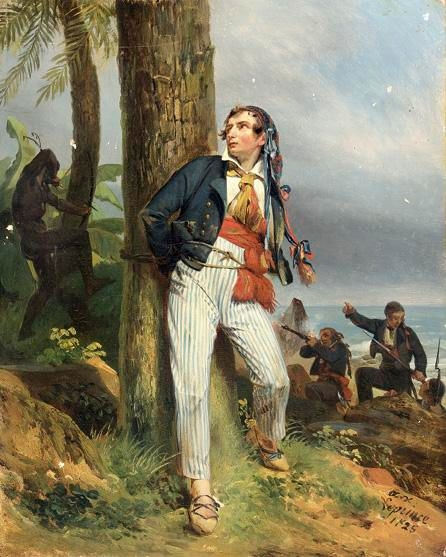
Солдаты приближаются к острову, защищаемому туземцами. 1825
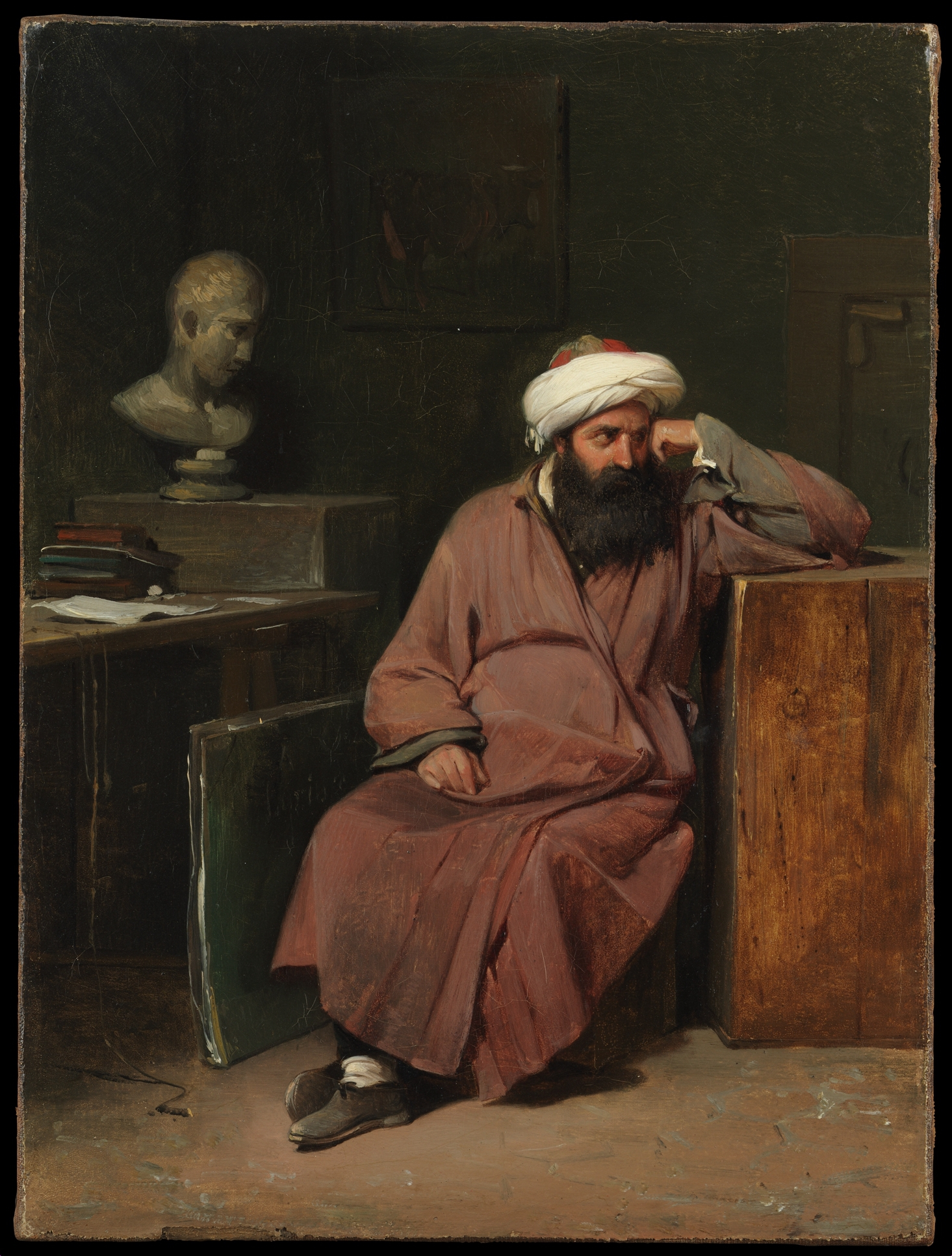
Человек в восточном костюме в студии художника. Между 1823 и 1826. Холст, масло. Метрополитен-музей, Нью-Йорк
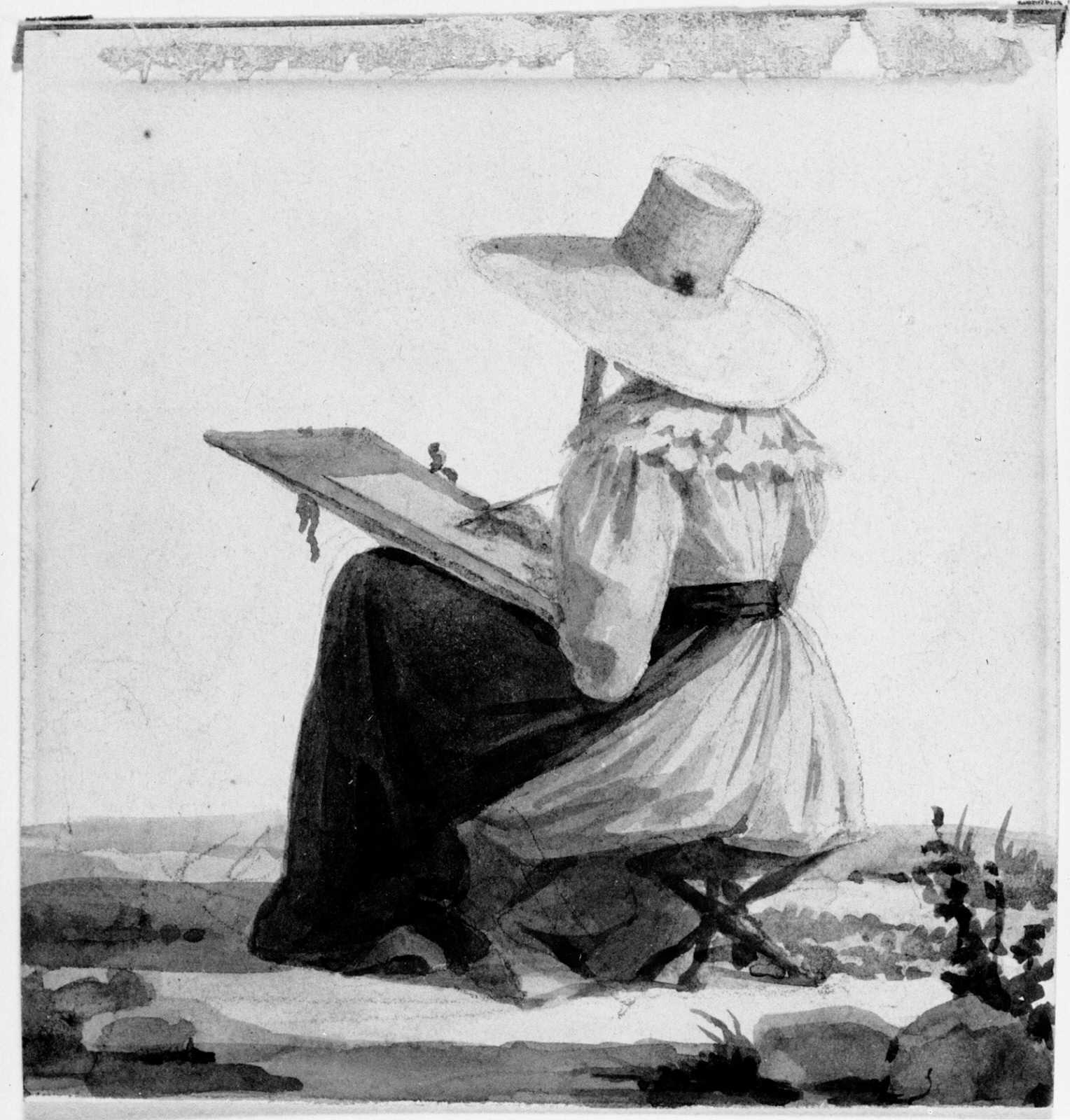
Рисующая дама. До 1827. Бумага, акварель. Институт искусств Кларка. Уильямстаун, Массачусетс, США